# Oswald Gracias
Oswald Gracias (Sinh 1944) là một Hồng y người Ấn Độ của Giáo hội Công giáo Rôma. Ông hiện đảm nhận trọng trách Tổng giám mục Tổng giáo phận Bombay, Chủ tịch Hội đồng Giám mục Ấn Độ (CCBI), Chủ tịch Hội đồng Các giám mục Ấn Độ (CBCI), Chủ tịch Liên Hội đồng Giám mục Á châu (cho đến hết năm 2018), Hồng y đẳng Linh mục Nhà thờ San Paolo della Croce a "Corviale và là Thành viên Hội đồng Hồng y Tư vấn.

## Tiểu sử
Hồng y Gracias sinh ngày 24 tháng 12 năm 1944 tại Bombay, thuộc Tổng giáo phận Bombay, Ấn Độ. Sau quá trình tu học, Phó tế Gracias được phong chức linh mục ngày 20 tháng 12 năm 1970 ở tuổi 26, bởi chủ phong là Hồng y Valerian Gracias, tổng giám mục Bombay. Tân linh mục trở thành thành viên của linh mục đoàn giáo phận này.
Ngày 28 tháng 6 năm 1997, Tòa Thánh loan tin bổ nhiệm linh mục Oswald Gracias làm Giám mục Phụ tá Tổng giáo phận Bombay, Giám mục Hiệu tòa Bladia. Lễ tấn phong cho tân giám mục diễn ra ngày 16 tháng 9 sau đó tại Nhà thờ Saint Michael, Mahim, Tổng giáo phận Bombay. Chủ phong cho tân giám mục là Tổng giám mục Bombay Ivan Cornelius Dias, hai giám mục phụ phong là Ferdinand Joseph Fonseca, giám mục Phụ tá Bombay và Bosco Penha, cũng là Giám mục phụ tá Bombay. Tân giám mục chọn khẩu hiệu:To reconcile all things in Christ.
Ngày 7 tháng 9 năm 2000, Tòa Thánh thuyên chuyển Giám mục Gracias về làm Tổng giám mục Agra. Chưa dừng lại, ngày 14 tháng 10 năm 2006, Tòa Thánh thuyên chuyển ông về Giáo phận quên hương Bombay làm Tổng giám mục chính tòa. Lễ nhận chức của ông diễn ra hai tháng sau đó vào ngày 14 tháng 12. Không lâu sau đó, trong Công nghị Hồng y năm 2007, Giáo hoàng Biển Đức XVI vinh thăng Tổng giám mục Gracias tước vị Hồng y đẳng Linh mục Nhà thờ San Paolo della Croce a “Corviale”. Ông đã đến nhận ngai tòa Hồng y tại đây ngày 10 tháng 5 năm 2008.

## Ảnh hưởng

### Trong nước
Ngoài các nhiệm vụ chính thức, trong các Hội đồng Giám mục khác nhau tại Ấn Độ, ông còn đảm nhận nhiều trọng trách: Trong Hội đồng Giám mục Công giáo Ấn Độ [C.C.B.I] ông đảm trách chức vị Chủ tịch từ năm 2005 đến ngày 12 tháng 1 năm 2011, sau đó tiếp tục giữa vị trí này từ tháng 2 năm 2013 đến nay. Trong Hội đồng Các giám mục Công giáo của Ấn Độ [C.B.C.I] ông cũng đảm nhận cương vị Phó chủ tịch từ ngày 19 tháng 2 năm 2008 đến khi được chọn chủ tịch từ 1 tháng 3 năm 2010 đến ngày 12 tháng 2 năm 2014. Ngày 8 tháng 2 năm 2018, Hội đồng Các giám mục Ấn Độ [C.B.C.I.] tái bầu chọn Hồng y Gracias làm Chủ tịch Hội đồng này.

### Thế giới
Hồng y Gracias là Phó Chủ tịch thứ hai của Ủy ban “Vox Clara” trực thuộc Tòa Thánh từ tháng 4 năm 2002, khi đó ông chưa có tước vị Hồng y. Trong Liên Hội đồng Giám mục Á châu, ông cũng đang đảm nhận vị trí Chủ tịch từ ngày 21 tháng 10 năm 2011. Ngày 13 tháng 4 năm 2013, Tân Giáo hoàng Phanxicô bổ nhiệm Hồng y Gracias làm Thành viên Hội đồng Hồng y tư vấn mới thành lập.